# Chiesa di San Rocco (Gallarate)
La chiesa di San Rocco è una chiesa di Gallarate.

## Storia
È sorta nel XV secolo come semplice cappella, fu in seguito ampliata e ristrutturata come testimonianza di devozione al Santo per la protezione a lui attribuita dagli abitanti nei periodi difficili di diffusione della peste (XVI secolo e XVII secolo). Fu visitata da san Carlo Borromeo nel 1570 e dal cardinale Federigo Borromeo nel 1622. La chiesa, all'epoca ancora incompleta, funzionò a lungo come oratorio. Alla fine del XVIII secolo al suo interno furono inserite pregevoli tele. Per il suo stato di grave decadenza la chiesa è stata oggetto negli ultimi anni di accurati lavori di restauro. L'ultimo restauro ha avuto compimento il 25 marzo 2009, giorno dell'inaugurazione al pubblico. La ristrutturazione è ad opera dell'architetto Giorgio Luini, mentre la nuova illuminazione interna del lighting designer Romano Baratta. Poco prima del completamento del restauro, il campanile della chiesetta fu pesantemente danneggiato da una saetta.